# オーストリアの歴史
オーストリアの歴史（オーストリアのれきし）について詳述する。政治・文化・人物誌などを含んだ総合的な年表を付記する。

## 歴史

### オストマルク東方辺境伯領
799年にカロリング朝のフランク国王カール1世（大帝）が、オーストリアの前身であるオストマルク東方辺境伯の爵位を、自らの臣下であるヴィルヘルム家に与えたことから始まり、領土範囲は現在のオーバーエスターライヒ州・ニーダーエスターライヒ州辺りである（de）。828年に東方からスラヴ族が侵入してきたので、オストマルク東方辺境伯領はフランク王国によって東方からの異民族の侵入を防ぐために特別区として指定された。907年に、ハンガリー大公のアールパード家のアールパードが率いるマジャル人がオーストリアに侵入した。マジャル人に撃破されたオストマルク東方辺境伯家はフランス王国に援軍を要請して、スイスでようやくアールパード率いるマジャル人は大破され撤退した。

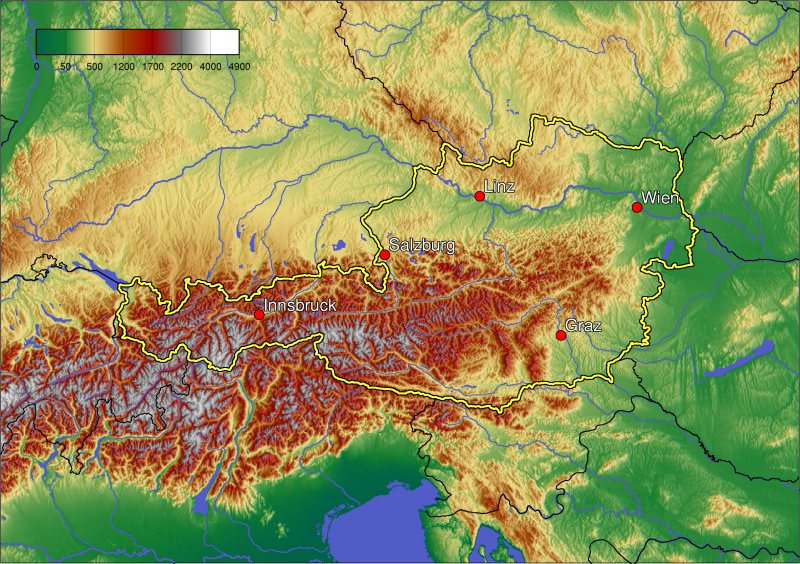
オーストリアの地形

### オーストリア辺境伯領
オストマルク東方辺境伯家が衰退すると、976年、バンベルクを支配したバーベンベルク家（フランスのロベール家の支流）のルイトポルト (レオポルト1世)が、オストマルク東方辺境伯を改めてオーストリア辺境伯となった。996年、神聖ローマ皇帝オットー3世の文書で、「オスタルリキ（Ostarrîchi）」という表現が用いられている。これが「エスターライヒ（Österreich）」という語に繋がったと考えられる。バーベンベルク家のもとで、辺境伯領の版図はライタ川付近まで伸張したが、領内にはバイエルン司教などの所領が広がっており、伯による一元的な支配を打ち立てることは難しかった。
ローマ教皇とザーリアー朝の皇帝による叙任権闘争は、オーストリア辺境伯領にも影響を与えた。「カノッサの屈辱」など教皇と皇帝の対立が顕在化してくるなかで、辺境伯レオポルト2世は、1078年に教皇を支持する姿勢をとった。そのため、皇帝ハインリヒ4世はオーストリア支配をボヘミアのヴラチスラフ2世に認め、ボヘミアと武力衝突が起こった。しかし、結局バーベンベルク家はほぼ版図を維持し、次代のレオポルト3世は皇帝ハインリヒ5世と姻戚関係を結び、家門の権威を高めることに成功した。一方でカトリック教会との結びつきも強め、ハイリゲンクロイツに修道院を設けた。

### オーストリア公国とオーストリア大公国
東フランク王国では、ハインリヒ5世の死によってザーリアー朝が断絶し、かわってコンラート3世がホーエンシュタウフェン朝を創始した。コンラート3世は、対立していたヴェルフ家のハインリヒ傲岸公からバイエルンを奪い、これを自分の異父弟に当たる辺境伯レオポルト4世に与えた。しかし、その後シュタウフェン家がヴェルフ家と関係改善を図ったことから、皇帝はヴェルフ家にバイエルン支配を認めることになった。こうして、この地域を巡りオーストリア辺境伯とヴェルフ家の対立が生じることになった。
1156年、レーゲンスブルクの議会で「Privilegium Minus」と称される調停案がまとめられた。これにより、レオポルト4世の兄で辺境伯ハインリヒ2世はバイエルンを放棄するが、一方でオーストリア（エスタライヒ）を大公領として、公位継承や裁判権などに対する諸特権が認められることになった。次代のレオポルト5世、レオポルト6世もオーストリア公国の発展に努め、統治下のウィーンなどが発展していった。
1249年にバーベンベルク家が断絶するとオーストリアはドイツ諸侯の争奪の場となったが、マルヒフェルトの戦いでボヘミア国王オタカル2世に勝利したハプスブルク家のルドルフ1世が領有し、以後ハプスブルク家の支配が続く。ハプスブルク家が本拠にしてからのウィーンは政治、経済、学芸の中心として繁栄していくことになる。ルドルフ4世が1359年に「オーストリア大公」を称して以降は、オーストリア大公国となった。

### ハプスブルク家と神聖ローマ帝国

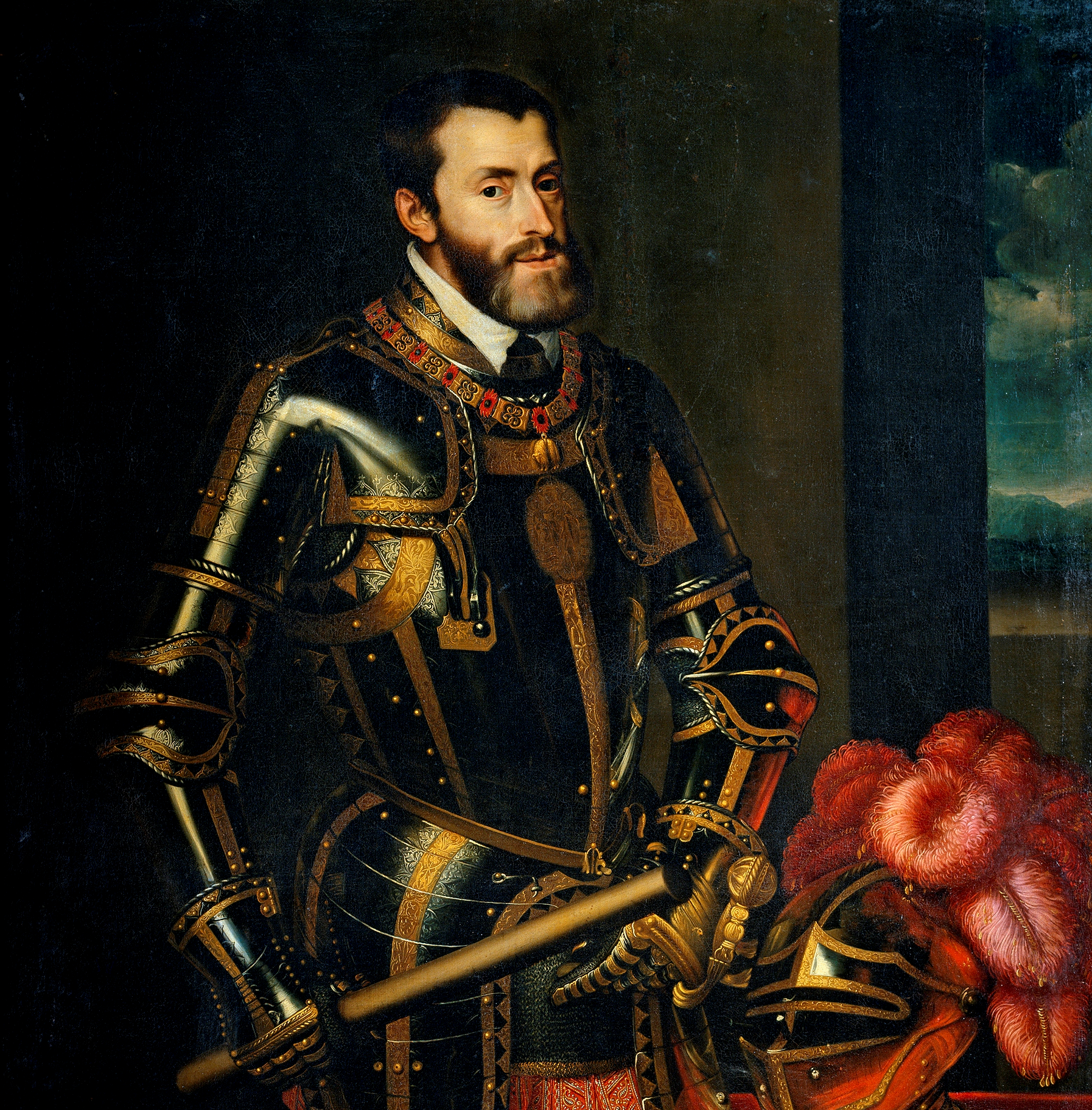
カール5世

1438年以降、神聖ローマ皇帝はオーストリア大公・ハプスブルク家が世襲するようになり、15世紀にはマクシミリアン1世は結婚政策でブルゴーニュ、フランドル、スペインにも家領を持つようになる。
マクシミリアンの孫のカールはスペイン国王カルロス1世となり、フランス国王フランソワ1世と熾烈な皇帝位争いを経て神聖ローマ皇帝カール5世となった。スペインは大航海時代の成果として新大陸に植民地を有しており、ハプスブルク帝国は「太陽の沈まない帝国」となった。
しかし、ドイツではマルティン・ルターの宗教改革が始まり、神聖ローマ帝国は動揺した。弟のフェルディナントはモハーチの戦いで敗死したラヨシュ2世からハンガリー・ボヘミア王位を継承し、ボヘミア、ハンガリー（クロアチアを含む）もハプスブルク家の支配下に置かれた。これによってハプスブルク帝国は多民族化が進むと同時に第一次ウィーン包囲以来オスマン帝国と勢力圏が接するようになった。1556年にカール5世が退位すると、息子のフェリペ2世がスペイン王位を継承し、フェルディナントがオーストリアと皇帝位を継承した。フェルディナント1世は1555年のアウクスブルクの和議で兄皇帝に代わりプロテスタントに一定の譲歩を示す形で和解したが、以後の皇帝たちはカトリック重視の政策をとりプロテスタント諸侯との対立を強めた。
カトリック強硬派のフェルディナント2世が即位すると1618年にプラハ窓外投擲事件が起き、三十年戦争が始まった。フェルディナント2世は神聖ローマ帝国を「カトリック帝国」にすべく戦争を推し進めるが、それにプロテスタント諸侯が反発し、さらにデンマーク、スウェーデンが介入した。さらにハプスブルク家の強大化を怖れたフランスもカトリック国にもかかわらず介入した。1648年のヴェストファーレン条約では信仰の自由と諸侯の自由が認められ、事実上神聖ローマ帝国の実態は失われ、ハプスブルク家によるドイツ統一は不可能となった。
以降、ハプスブルク家はオーストリアとボヘミア、ハンガリーなどの「家領」の支配を強化し絶対君主制の基礎を固めて行った。1683年にはオスマン帝国による第二次ウィーン包囲に遭うが守り抜き、攻勢に転じ、1699年にカルロヴィッツ条約を結んだ。その結果、ハンガリー全域とスラヴォニアを獲得した。スペイン継承戦争ではブルボン家の王位継承を認めたが、南ネーデルラント、ミラノ公国、ナポリ王国を獲得した。

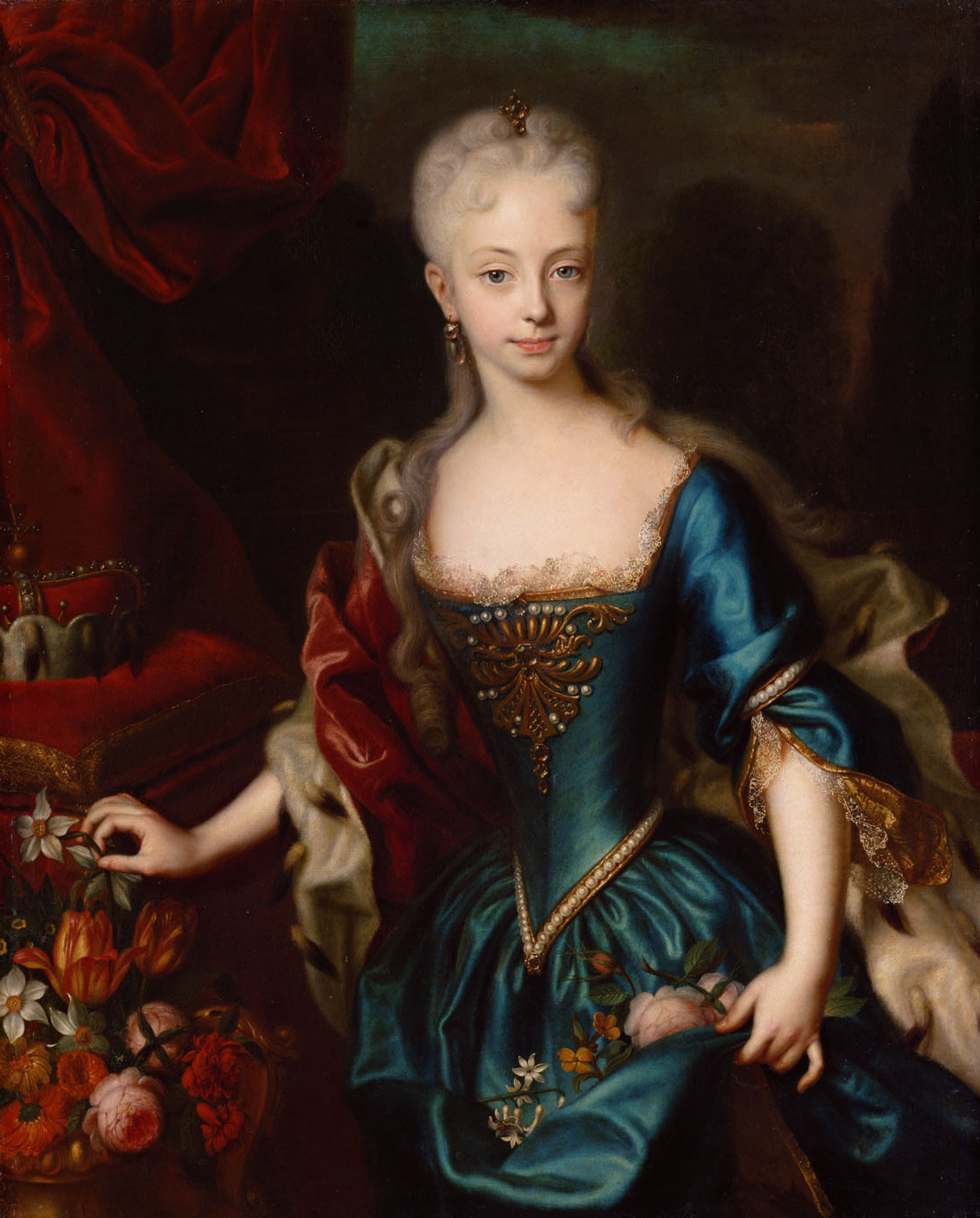
マリア・テレジア

この頃に即位したカール6世には男子がいなかったため、家領不可分と長子相続を条件に定めた国事勅書を出し、娘のマリア・テレジアを後継者とした。しかし、マリア・テレジアが即位すると、諸侯は異議を唱え、プロイセン王国のフリードリヒ2世がシュレジエンに侵攻した。1740年にはオーストリア継承戦争が起こり、その結果、マリア・テレジアの継承は承認されたがシレジアは回復できなかった。
マリア・テレジアは皇女マリア・アントニアをフランス王太子ルイ・オーギュスト（後のルイ16世）と婚約させ、200年来の敵対関係を終結させ（外交革命）、対プロイセン包囲網を結成した。1756年からの七年戦争ではロシア帝国とともにプロイセンを窮地に追い込むものの、最終的な勝利には至らずシレジアの回復にも失敗した。その後、ポーランド分割に参加した。晩年のマリア・テレジアは息子のヨーゼフ2世と共同統治を行い、彼女が没するとヨーゼフ2世が親政を開始した。
ヨーゼフ2世は啓蒙主義の影響を受けて、農奴制廃止などの近代化政策をとったが、広範な支持を得られず、失意の中で没した。1789年にフランス革命が勃発するとピルニッツ宣言をプロイセン王とともに出し、ルイ16世が処刑されると革命に介入する。さらに第一次対仏大同盟にも参加した事でフランス革命戦争へと巻き込まれていった。フランスでナポレオン・ボナパルトが皇帝に即位するとアウステルリッツの戦いを戦い、その後バイエルンの離反、ライン同盟の結成などドイツ諸侯が帝国議会から脱退したため、フランツ2世は1806年に神聖ローマ皇帝を退位し、オーストリア皇帝フランツ1世と称した。

### オーストリア帝国とオーストリア・ハンガリー帝国

#### ウィーン会議

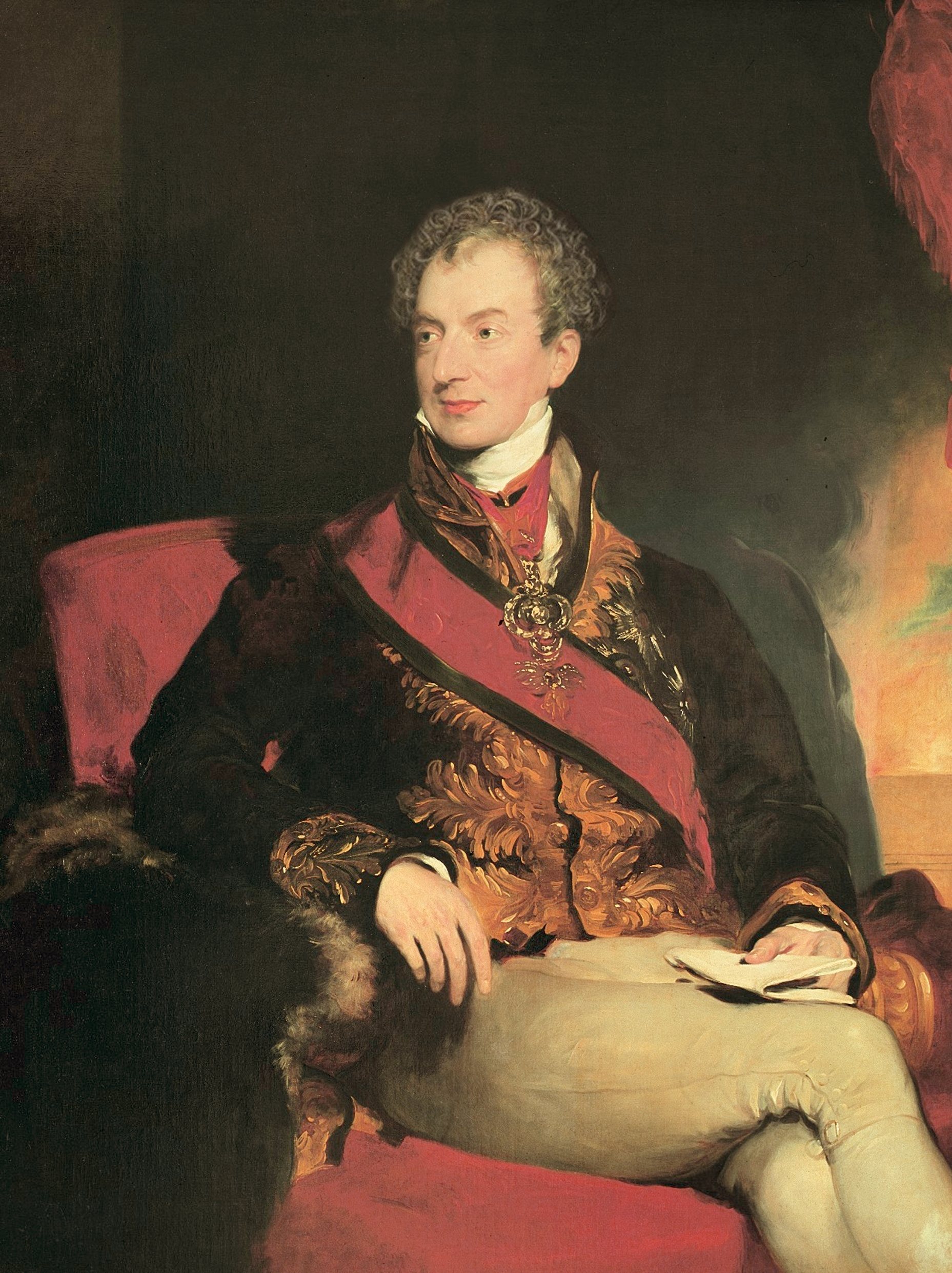
クレメンス・フォン・メッテルニヒ

オーストリア帝国が成立したのちの1809年、クレメンス・フォン・メッテルニヒが外相に就任した。オーストリアは皇女マリー・ルイーズをナポレオン1世に政略結婚させるなど、現実的政策を進める。ナポレオンが1812年のロシア遠征に失敗し、ライプツィヒの戦いで敗北しエルバ島に流されると、メッテルニヒは1814年にウィーン会議を開き、ナポレオン戦争後の新秩序構築を主導した。会議では各国の利害が入り乱れ紛糾し、さらにはナポレオンの復活でワーテルローの戦いが勃発するなど混乱したが、主催者のメッテルニヒは、フランス外相タレーランの唱える正統主義を基調にフランス革命以前の体制に戻す「復古体制」を「新秩序」にすることで取りまとめた。結局、神聖ローマ帝国の復活はできずドイツ連邦が成立するにとどまったが、オーストリアは、南ネーデルラントをオランダ王国に譲る代わりにヴェネツィアを含む北イタリアとチロル、ダルマチアを獲得した。さらに「ウィーン体制」維持のために神聖同盟に参加した。
しかし、ドイツではドイツ統一運動が始まり、スペインではラテンアメリカの独立が進み、1820年にはリエゴ革命、1830年にはフランスで7月革命が起きるなど「ウィーン体制」は早くも動揺し始めた。また1834年にはドイツ関税同盟がプロイセン王国の主導で結成され、オーストリアの影響力は低下し始める。
1848年にフランスで2月革命が勃発すると、ウィーン、ブダペスト、ミラノなど帝国各地で暴動が発生し、メッテルニヒは英国に亡命し、「ウィーン体制」は崩壊した。この年にはフランクフルトでドイツ国民議会が開かれ、小ドイツ主義がドイツ統一の基調となった。一方でフランツ・ヨーゼフ1世が新皇帝に即位し、欽定憲法を発布した。各地の革命運動を鎮圧し、大ドイツ主義を標榜した。
その後は、1859年のイタリア統一戦争に敗北し、さらにドイツ統一などを巡りプロイセンとオーストリアは対立し、1866年、普墺戦争でオーストリアが敗北した結果、プロイセン主導でオーストリアを排除した「小ドイツ主義によるドイツ統一」が促進されることになり、オーストリアは孤立することになるのである。

#### オーストリア・ハンガリー二重帝国

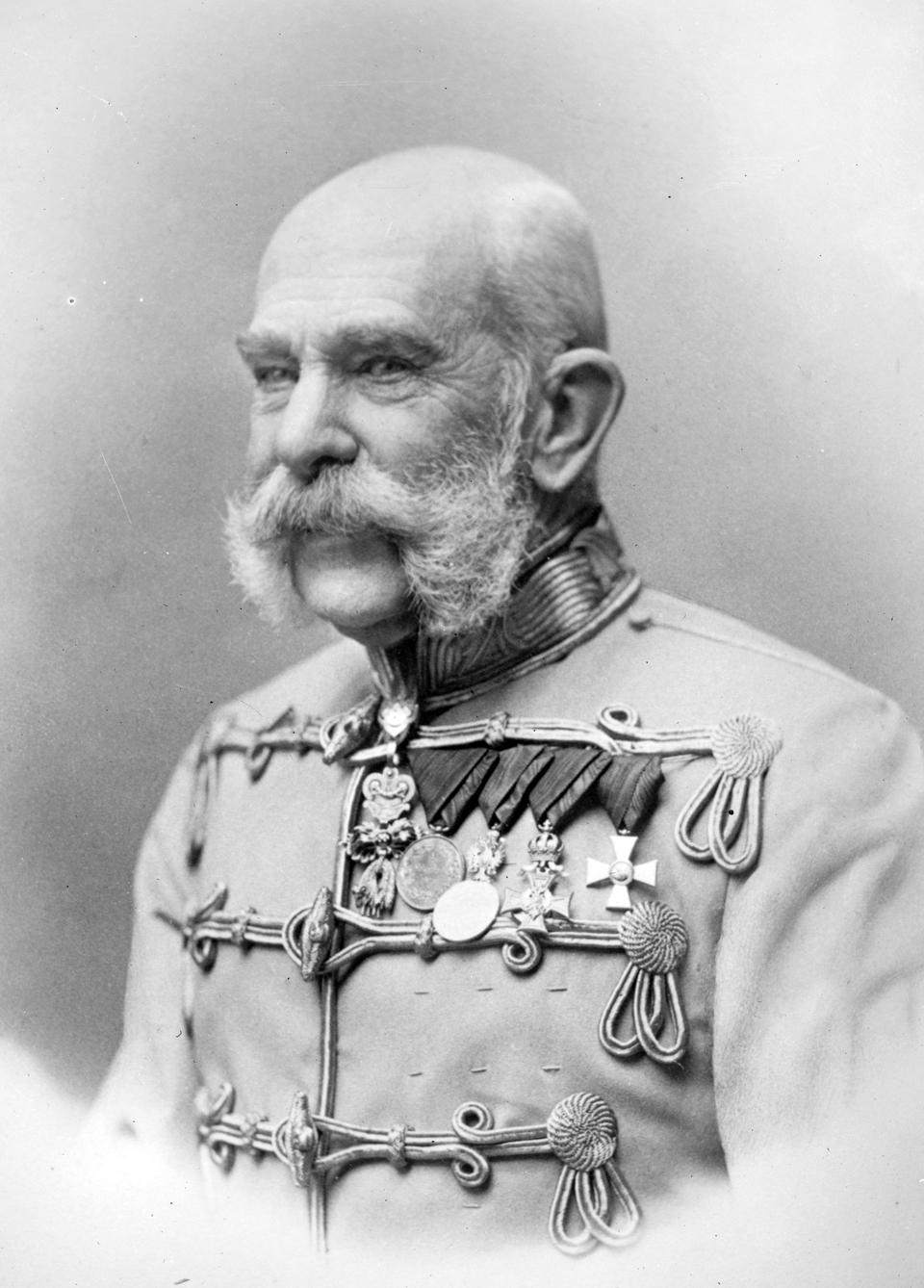
フランツ・ヨーゼフ1世

1867年3月15日、ハンガリー議会がオーストリアとの合体を定めた「アウスグライヒ（和協）法案」を可決し、オーストリア・ハンガリー二重帝国体制の道筋がついた。これは、フランツ・ヨーゼフ1世がオーストリア皇帝とハンガリー国王を兼ね、両国は外交、軍事、財政は共通にするものの、憲法と議会、政府は独自のものを置く同君連合体制である。ハンガリー議会の「和協法」可決から3か月後の6月8日にはフランツ・ヨーゼフ帝がハンガリー王に戴冠し、「オーストリア・ハンガリー二重帝国」が名実ともに成立した。この体制によって、ドイツから疎外されたオーストリアは中央ヨーロッパの大国の地位を維持することに成功、帝都ウィーンには世紀末美術の花が咲くなど繁栄を得た。一方、ハンガリーは首都ブダペストの近代化などに成功し、空前の繁栄を謳歌した。
しかし、この体制はドイツ系とマジャル人の多数派が少数のチェコ人やポーランド人など他のスラブ系諸民族を抑圧することで維持される性格を持つゆえに、成立直後から民族主義を叫ぶ諸民族の揺さぶりを受けることになった。この結果、フランツ・ヨーゼフ1世は、ドイツ帝国と依りを戻し、ドイツ皇帝ヴィルヘルム2世の掲げた「汎ゲルマン主義」に同調していく事となった。

#### サラエヴォ事件

1914年当時の地図

1908年にオスマン帝国で青年トルコ人革命が起きると、30年前から支配下に置いていたボスニア・ヘルツェゴビナの併合を宣言した。これによってこの地域にあるセルビア王国との団結を叫ぶ南スラヴ統一主義の芽を摘む対策に出た。汎スラヴ主義を掲げるロシア帝国との合意も得、オスマン帝国には5,200万クローネの代償を支払うなど周到な根回しをした合併であった。しかし、この地域の民族主義者たちの反発を買い、民族防衛団（ナロードナ・オドブラナ）、青年ボスニアなどの結社を生み出すことになる。
ハプスブルク家ではこの頃皇太子ルドルフが自殺し、フランツ・ヨーゼフ帝の甥のフランツ・フェルディナント大公が皇位継承者となっていた。大公は帝国が民族主義の揺さぶりを受けていることを危惧し、「二重帝国」をさらに「三重帝国」へと再編する道も模索していた。
1914年6月28日、フランツ・フェルディナント大公が妃とともにボスニアのサラエヴォ訪問の際、ガブリロ・プリンチプによって射殺される事件が起こった（サラエヴォ事件）。帝国政府は、実行犯が「大セルビア主義」を標榜するセルビア人青年だったことから、セルビアの関与を指摘した。真相は藪の中のまま、帝国内での強硬派はセルビアとの戦争を主張し、ドイツ帝国に支援を取り付けた上で7月23日にはセルビアに最後通牒を突きつけた。しかし、セルビアはロシアの強い後ろ盾を恃み、これを拒否したため、7月25日には国交を断絶した。28日にオーストリア・ハンガリー帝国はセルビアに宣戦布告し、人類史上空前の規模となる世界大戦が始まることになった。

### 戦間期

#### 敗戦・オーストリア革命とサン・ジェルマン条約
1918年10月、オーストリア革命によってオーストリア臨時国民議会が発足し、暫定憲法が定められた。新政府の中心は社会民主党が担った。11月には皇帝が「国事不関与」を宣言して実質的に退位し、共産党も成立したが、政府から弾圧され勢力を伸ばすことはなかった。かつての多民族国家オーストリア・ハンガリー帝国が崩壊した以上、ドイツ人地域のみでオーストリアが自立していくことには、否定的な考えが強かった。そのため、政府はドイツへの合併を望んでいた。
しかし、パリ講和会議では、ドイツの強大化を懸念するフランスなどによって、ドイツとオーストリアの合併は禁止された。1919年10月、政府はサン＝ジェルマン条約を批准した。

#### 世界恐慌
1929年にアメリカ合衆国で起こった世界恐慌の波は、オーストリアにも押し寄せた。とりわけ、1931年にクレディート・アンシュタルト（オーストリア最大の銀行）が破綻したことは、オーストリアのみならず、ヨーロッパ経済全体に深刻な打撃を与え、オーストリアの右翼勢力を台頭させることになった。しかし、それは直ちにドイツのナチスとの連携を意味した訳ではない。1932年に成立したエンゲルベルト・ドルフース政権は、社会民主党や共産党と対立する一方で、オーストリア・ナチスに対しても対立姿勢をとり、1933年にはドイツのナチス政権成立で勢いづく同党の活動を禁止させた。

### ドイツとの併合に向けた動き
1930年代後半、オーストリアではナチス支持者の活動が活発になり、ドイツへの併合を主張し始めた。1938年2月12日、オーストリアの首相シュシュニックは、ドイツのベルヒテスガーデンに滞在していたドイツの総統ヒトラーを訪問し、首脳会談が行われた。しかし、この会談はイタリアの首相ムッソリーニとドイツ外相リッペントロップにより強制的に仕立てられたものであり、オーストリアの閣僚にナチス出身者を登用するなどドイツ側に有利な主張を認めさせるものであった。シュシュニックは帰国後、オーストリアの独立の維持を国民投票で明らかにすることとし、一度は同年3月13日に投票日が設定された。しかし投票直前の同年3月10日、国民投票に反対するナチス党員らの示威運動がきっかけに全土で暴動が発生した。翌3月11日、ドイツはオーストリアに最後通牒を送るとともにドイツ国防軍の一部が越境を開始したため、シュシュニックは辞職を余儀なくされた。後任の首相は内相であったアルトゥル・ザイス＝インクヴァルトが就任。ザイス＝インクヴァルトは、ナチス関係者による組閣と、国民投票の延期（中止）を指示した。また、その日のうちにドイツ軍の派遣要請を行った。ここに至り、オーストリアは事実上独立を維持できなくなった。

### ナチス・ドイツ

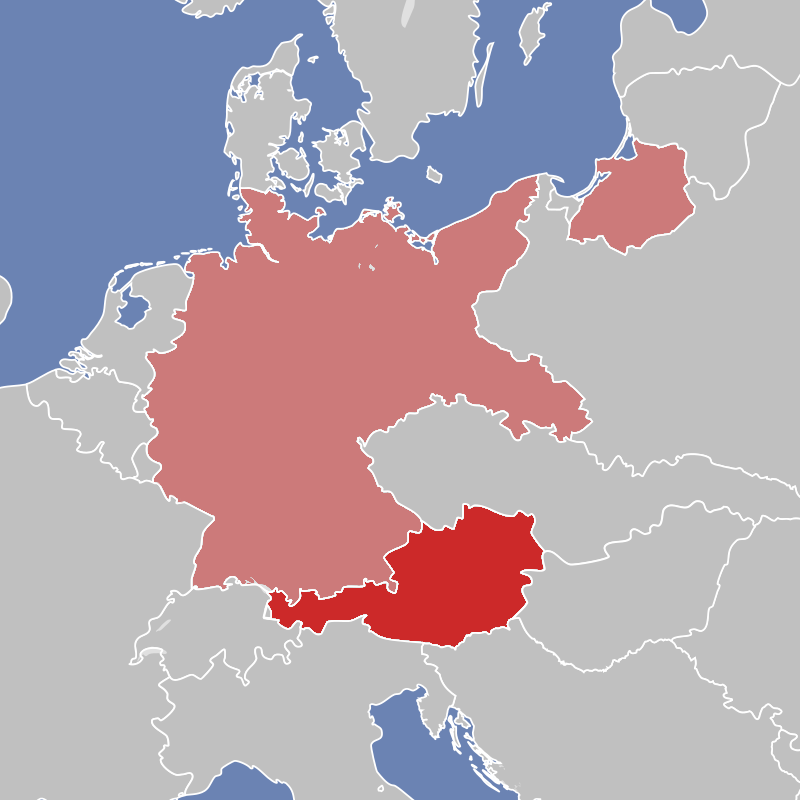
合邦時点における（薄い赤色）と（濃い赤色）の国土
（1938年3月13日）

1938年から1945年の間はナチス・ドイツに併合された。

### 戦後
1945年4月のウィーン攻勢でオーストリアがドイツから切り離されると、連合国の占領下でオーストリア人は臨時政府（オーストリア臨時政府）を樹立し、併合前のオーストリア政府が回復したと言う立場を取った。その直後、ドイツ降伏により、オーストリアは1955年までの10年間、イギリス・アメリカ・フランス・ソ連の4カ国による分割占領統治を受けた。しかし、中央政府（フレンスブルク政府）を喪失したドイツと異なり、オーストリアは連合国から臨時政府の政府承認を受けることが出来たため、国家としての統一性は保つことができた。この臨時政府を母体として発足した体制を第二共和国と呼ぶ。

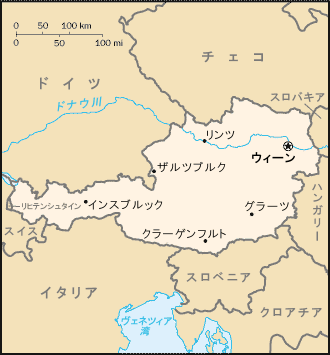
現在のオーストリア共和国

1955年にオーストリアは冷戦の東西緩衝帯として永世中立国宣言を行い、またドイツとの合邦を永久に禁じられることを条件に、独立を回復した。この時から現在に至るオーストリア共和国となっている

### 21世紀
2010年代後半から政局が不安定となり、2019年からは汚職スキャンダルも次々と浮上。2023年までの6年間で首相の交代は5回を数えた。

## 年表

### 古代からフランク王国
- 前14年 - ローマ帝国の領土となる。
- 799年  - カール大帝が東方辺境伯領（オストマルク辺境伯）を設置する。

### 神聖ローマ帝国（オーストリア公国）時代
- 976年 - バーベンベルク家の辺境伯領（オーストリア辺境伯）が設置される。
- 1156年 - 神聖ローマ帝国に属する「オーストリア公国」となる。
- 1246年 - バーベンベルク家断絶。
- 1278年 - ハプスブルク家の神聖ローマ皇帝ルドルフ1世がオーストリア公となる。以後1918年までハプスブルク家の領土となる。

### 神聖ローマ帝国（オーストリア大公国）時代
- 1359年 - ハプスブルク家のルドルフ4世がオーストリア大公を称する（オーストリア大公国）。
- 1439年 - ハプスブルク家のフリードリヒ3世、神聖ローマ皇帝に推挙される。以後、帝位は事実上世襲となる。
- 1479年 - オロモウツの和約。1490年までハンガリーのフニャディ家の支配下に置かれる。
- 1529年 - オスマン帝国による第一次ウィーン包囲。
- 1618年 - 三十年戦争開始。
- 1648年 - ヴェストファーレン条約で三十年戦争終結。ドイツ諸侯は自立し、ハプスブルク家の権威弱体。
- 1683年 - オスマン帝国による第二次ウィーン包囲。
- 1699年 - カルロヴィッツ条約。オスマン帝国との戦争に勝利。
- 1740年 - マリア・テレジアがオーストリア大公となると、オーストリア継承戦争が勃発。シュレージェン及びパルマ公国を失う。

### オーストリア帝国時代
- 1804年 - 神聖ローマ皇帝フランツ2世が「オーストリア皇帝フランツ1世」として即位する。
- 1806年 - 神聖ローマ帝国解体。オーストリア帝国へ。
- 1814年 - ウィーン会議を主催。
- 1866年 - 普墺戦争をプロイセンに対して行う。ハプスブルク家のオーストリアは敗北。

### オーストリア＝ハンガリー二重帝国時代
- 1867年 - アウスグライヒにより、オーストリア帝国はオーストリア＝ハンガリー帝国となる。
- 1869年 - 東アジア使節団派遣。日本では通商条約を締結し、国交樹立。
- 1871年 - 元外交官アレクサンダー・ヒューブナー、世界周遊途上に来日[7]。
- 1873年 - ウィーン万国博覧会開催。日本も公式初参加。
- 1888年 - ヴィクトル・アドラー（ユダヤ系）、オーストリア社会民主党創立
- 1892年 - アドルフ・フィッシャー（東洋美術研究家）、世界周遊途上に来日[8]
- 1893年 - フランツ・フェルディナント大公、世界周遊途上に来日[9]
- 1896年 - テオドール・ヘルツル「ユダヤ人国家 Der Judenstaat」
- 1897年-1910年 - カール・ルエーガー Karl Lueger ウィーン市長（反ユダヤ主義者）
- 1902年 - テオドール・ヘルツル「古くて新しい国 Altneuland」
- 1905年-1918年 - ヴィクトル・アドラー、下院議員
- 1908年 - ボスニア・ヘルツェゴビナを併合。
- 1912年-1913年 - 第一次バルカン戦争でオスマン帝国を支援。
- 1914年 - サラエヴォ事件とそれに続くセルビアへの宣戦。第一次世界大戦の勃発。
- 1914年-1929年 - ハンス・ケルゼン・ウィーン大学教授（ウィーン学派の代表者。ユダヤ系）

### 大戦間期；共和政時代
- 1918年 - オーストリア降伏。革命で共和制となり、600年以上続いたハプスブルク家の支配が崩壊。
- 1918年 - 1919年 - オットー・バウアー外相（オーストリア社会民主党、ユダヤ系）
- 1918年 - 1920年 - カール・レンナー首相（オーストリア社会民主党、ユダヤ系）
- 1920年代 - 政治経済の混乱を背景に民族主義的な準軍事組織「護国団」が台頭、敵対する社会民主党や護国団と支持層が重なるオーストリア・ナチスと抗争を頻発させる。
- 1933年 - 1938年 - ドルフス、シュシュニク両首相による独裁（オーストロファシズム）。護国団は連立に加わる一方で、オーストリア・ナチスは弾圧された。
- 1934年 - ドイツとの合併を目論んだオーストリア・ナチスがドルフス首相を殺害。
- 1938年 - ナチス・ドイツによりドイツ第三帝国に併合される（アンシュルス）。

### 戦後
- 1945年 - ウィーン攻勢後、カール・レンナーがナチス・ドイツからの離脱を宣言。
- 1945年-1955年 - アメリカ合衆国・イギリス・フランス・ソビエト連邦による分割占領期間。
- 1955年 - 占領から独立。東西の緩衝帯として永世中立国宣言。
- 1970年-1983年 - ブルーノ・クライスキー首相（ユダヤ系）
- 1989年 - 汎ヨーロッパ・ピクニックにより多数の東ドイツ市民を受け入れる
- 1995年 - 欧州連合（EU）加盟